# Alderney
Alderney (fr.  Aurigny, w dialekcie aldernais lub auregnais: Aoeur’gny) – wyspa, należąca do Wysp Normandzkich. Jest dependencją baliwatu Guernsey posiadającą własny rząd i parlament. Nie jest częścią Zjednoczonego Królestwa (nie był również częścią Unii Europejskiej).
Ma 5 km długości i 3 km szerokości i jest trzecią co do wielkości w grupie tych wysp. Znaczna część wyspy jest skalista. Leży kilkanaście kilometrów na zachód od francuskiej Normandii, 30 km na północny wschód od Guernsey i 100 km na południe od wybrzeża Anglii.
Wyspę zamieszkuje 2020 osób, największa miejscowość na wyspie nosi nazwę Saint Anne; imię św. Anny nosi też jedyna parafia na wyspie. Ludność utrzymuje się głównie z turystyki, oferując przyjezdnym pola golfowe, łowienie ryb i sporty wodne. Na wyspie hoduje się bydło oraz uprawia się zboże i ziemniaki.
Na wyspie znajduje się, zbudowana w 1912 roku, należąca do Trinity House latarnia morska Alderney.

## Galeria

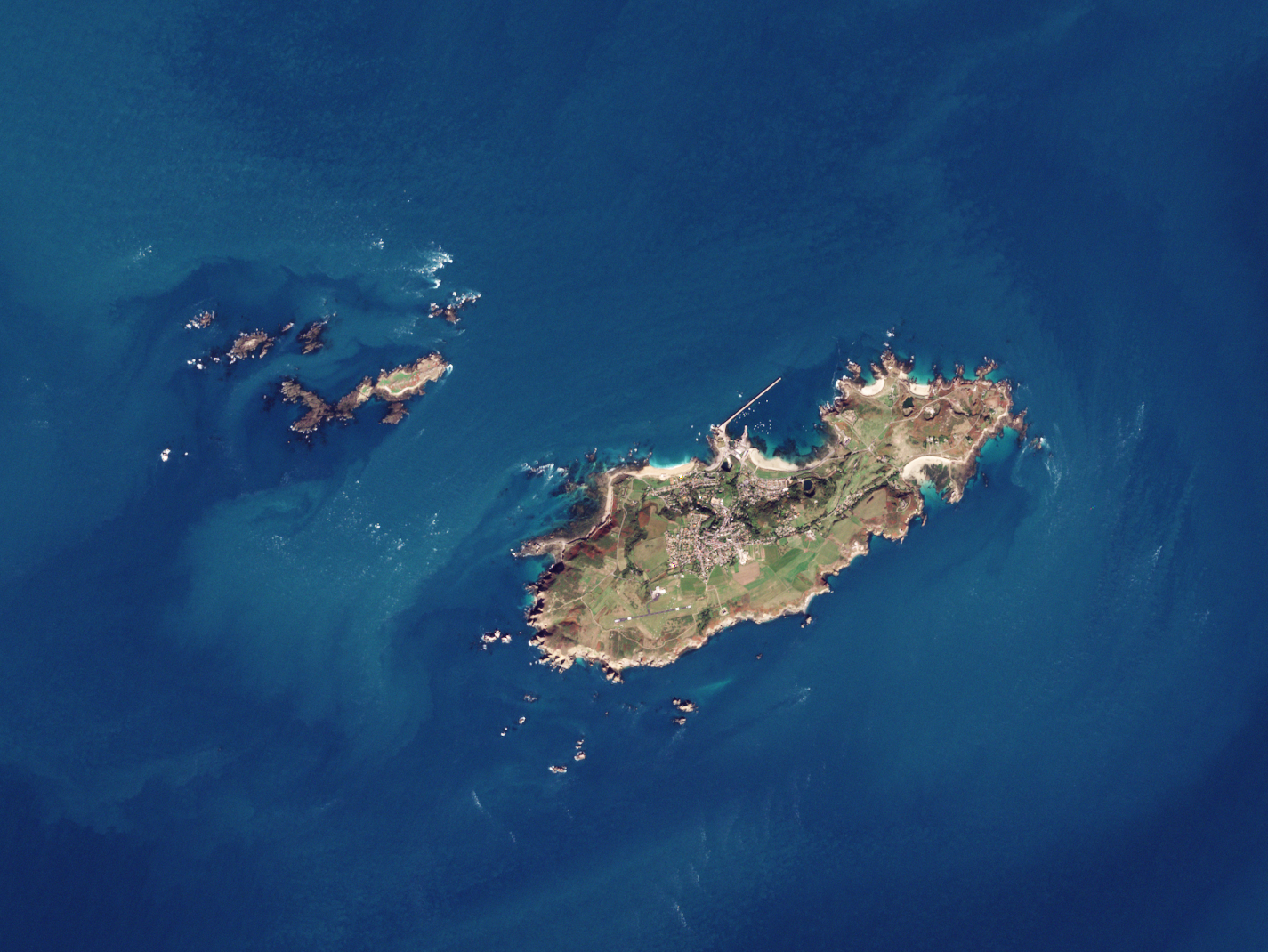
Widok na Alderney z kosmosu
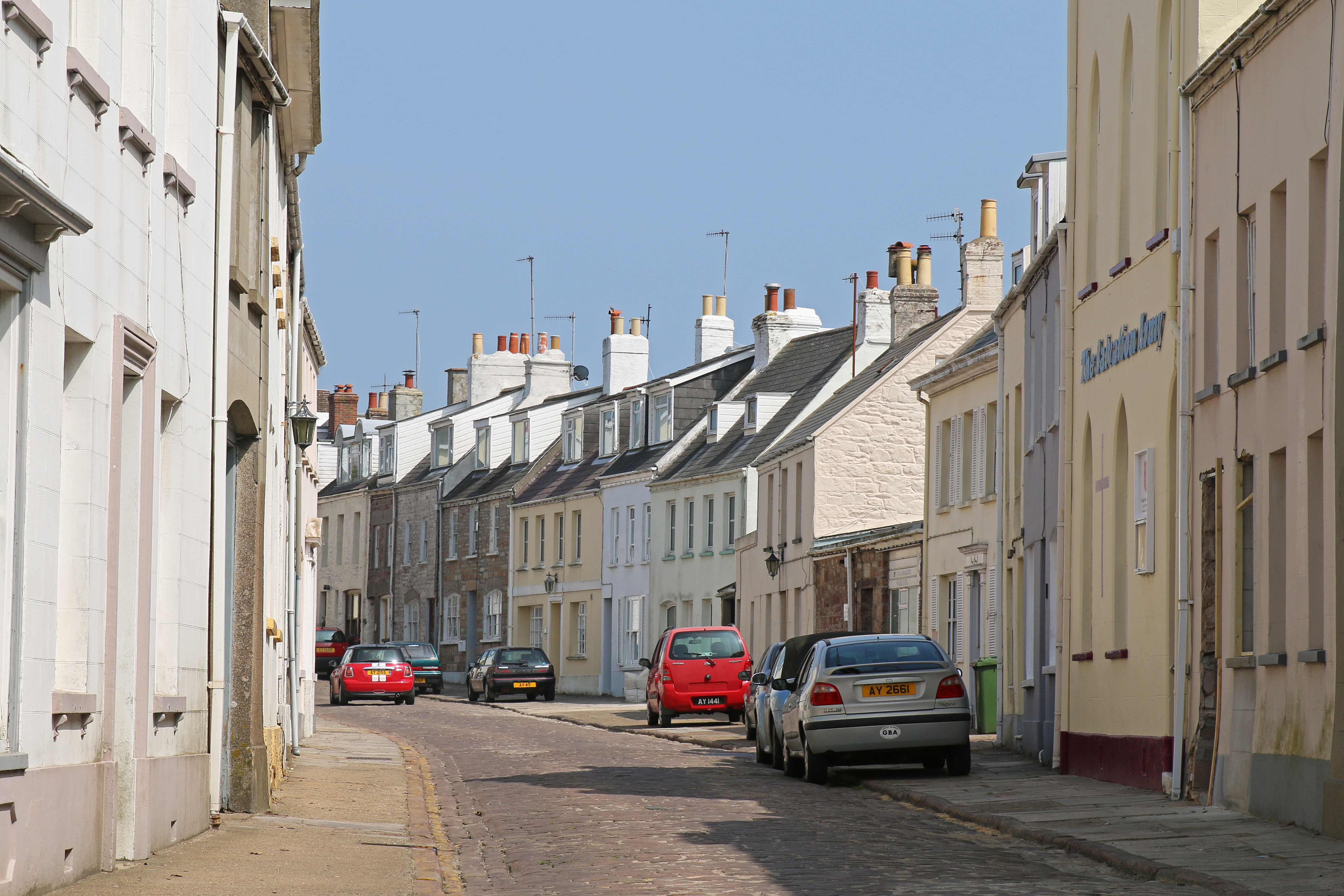
High Street w Saint Anne
Latarnia morska Alderney
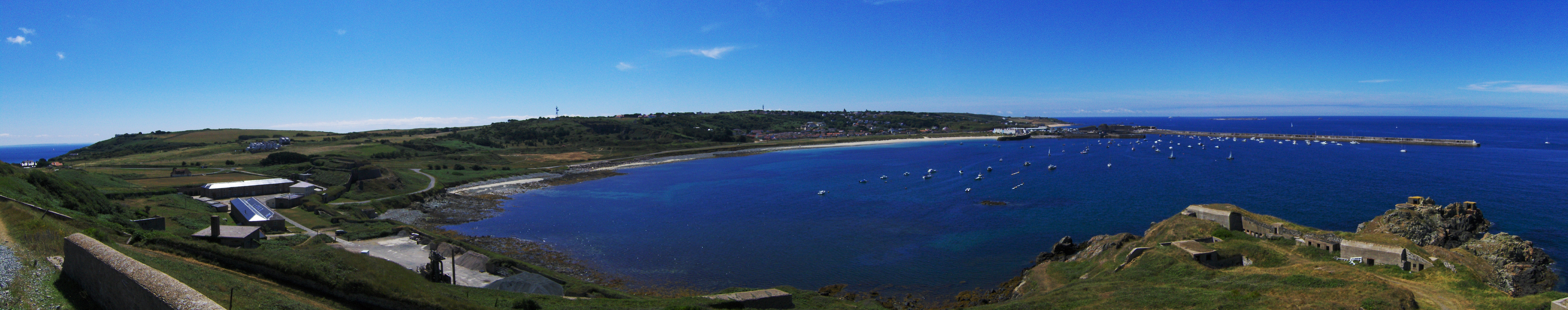
Widok na port morski na Alderney
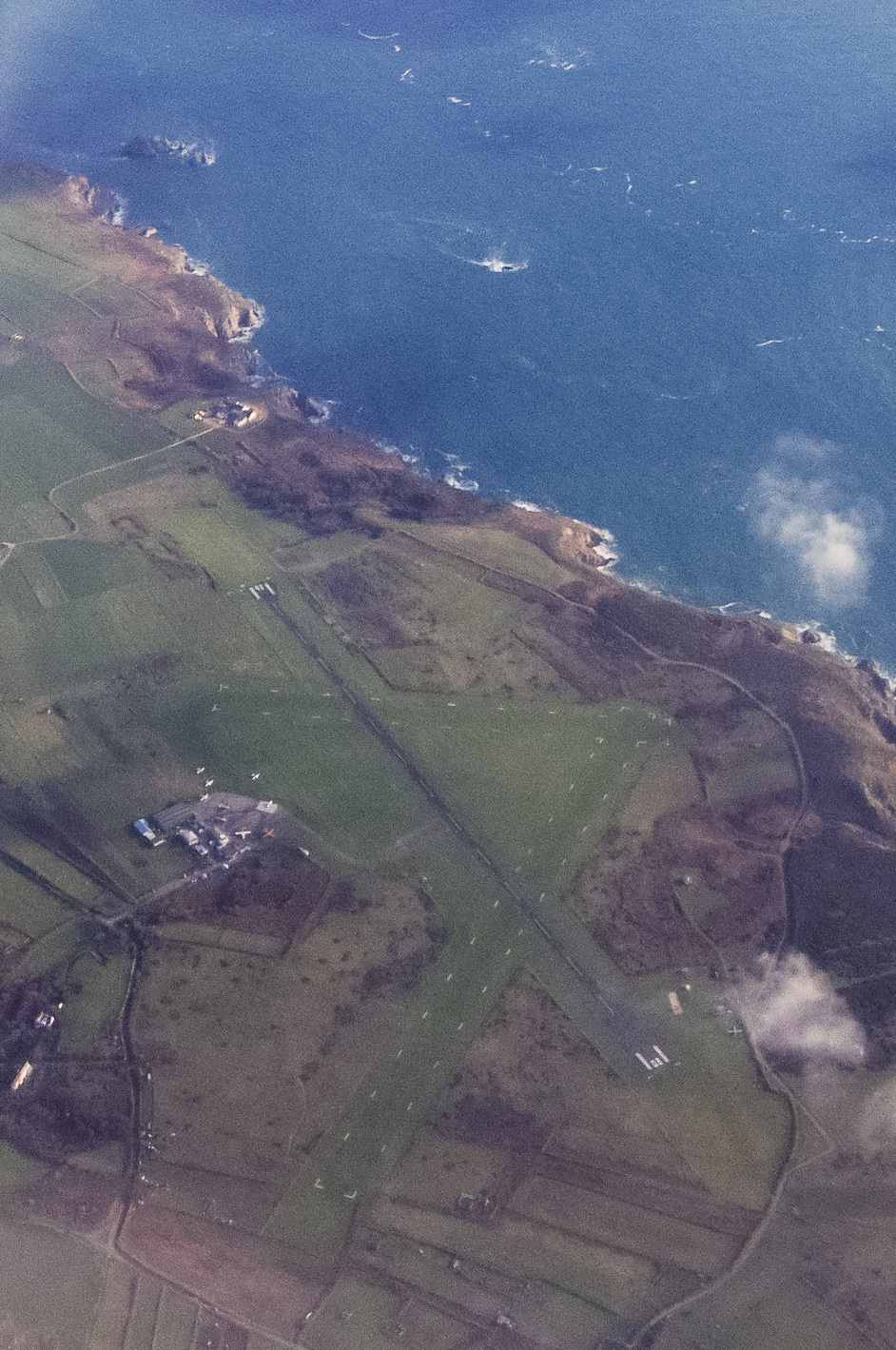
Port lotniczy Alderney widziany z powietrza
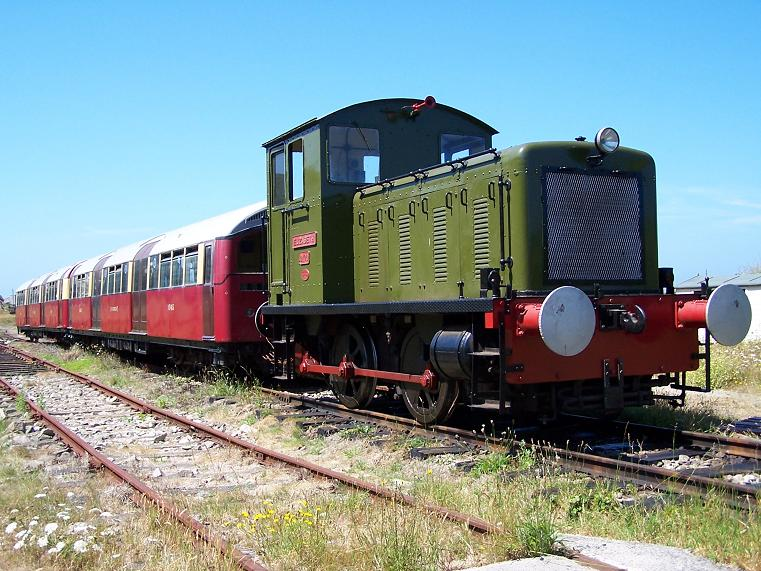
Pociąg Alderney Railway na jedynej obecnie istniejącej linii kolejowej na Wyspach Normandzkich
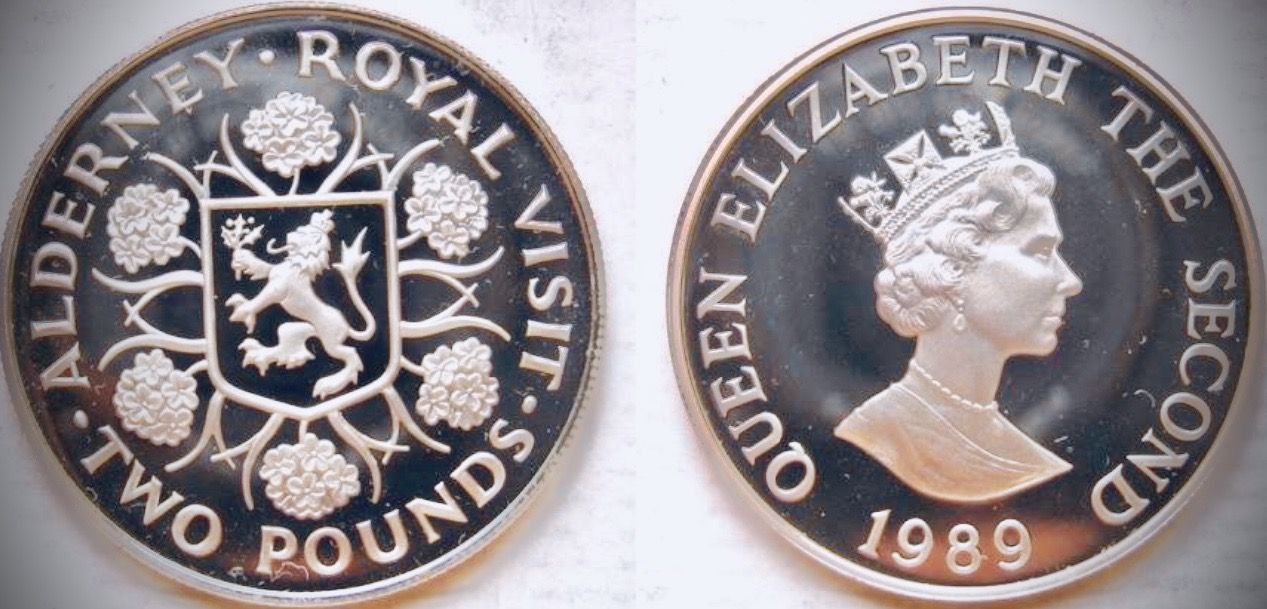
Dwufuntowa okolicznościowa moneta Funta Alderney
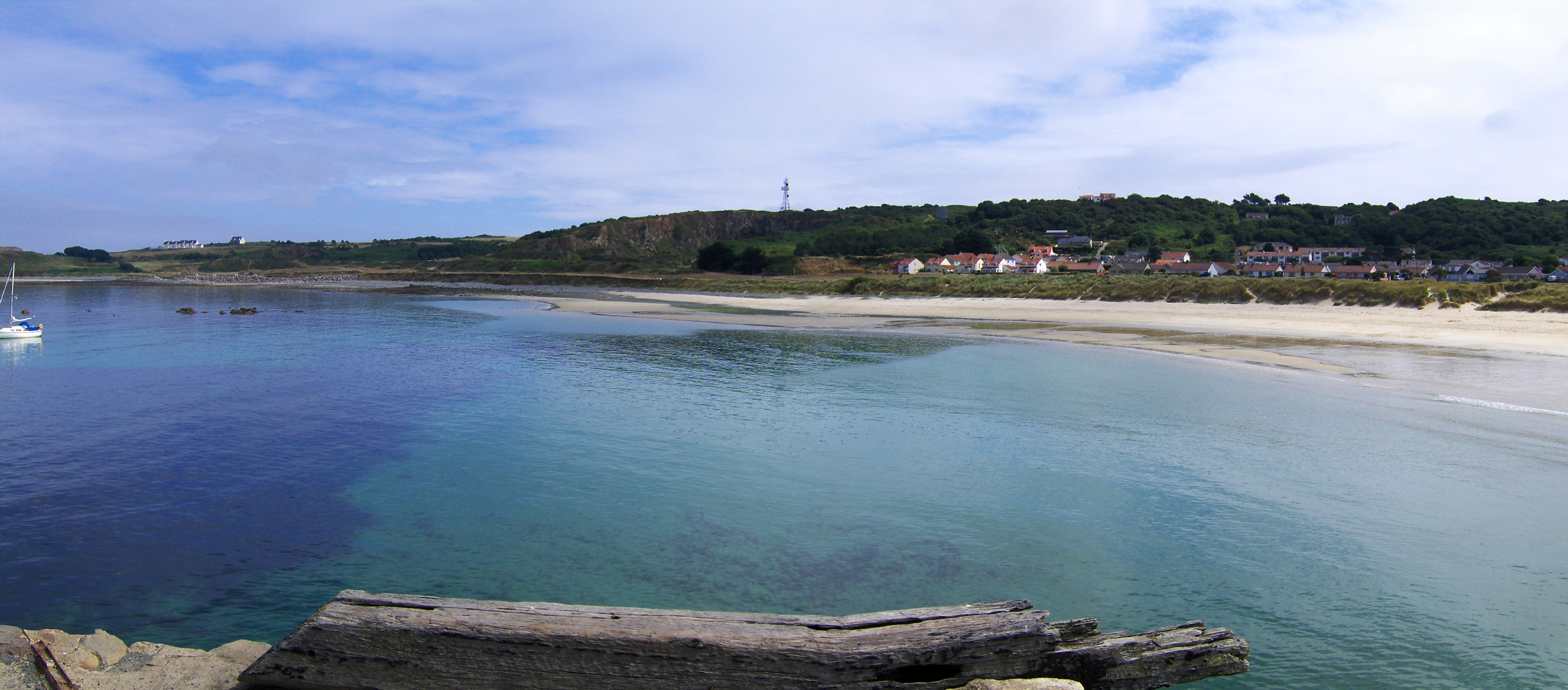
Widok na zatokę Braye Beach, w głębi widoczne miasteczko Saint Anne